# Business Software Alliance
De Business Software Alliance (BSA) is een samenwerkingsverband van softwareleveranciers en hardwarepartners tegen 'illegaal' gebruik van software, dus software waar de gebruiker geen licentie voor heeft. De BSA is richting de overheid en de internationale markt een lobby-organisatie. Belangrijke activiteit van de organisatie is het afdwingen van betaling van licentiegelden.
De BSA geeft voorlichting over het juiste gebruik van softwarelicenties. Op haar site biedt ze tools aan waarmee bedrijven kunnen controleren of ze volgens de licenties werken. Daarnaast valt de BSA ook binnen bij bedrijven en probeert ze bij gebleken afwijkingen van de licenties een schikking overeen te komen.
De BSA verzet zich tegen handel in licenties, hoewel dit in veel gevallen juridisch toegestaan is. Hoewel de BSA slechts een belangenvereniging is, lijkt ze zich soms als een rechtshandhaver te gedragen.
In 2001 konden mensen die via de tiplijn licentiemisbruik bij de BSA aangaven een beloning krijgen als er inderdaad illegaal gebruikte software werd geconstateerd naar aanleiding van die tip.